# Eduard Flipse
Eduard Flipse (Wissenkerke, 26 februari 1896 - Breda, 12 september 1973) was een Nederlands dirigent en componist.

## Levensloop
Hij was zoon van de kleermaker en musicus Cornelis Flipse en Geertje Kruis. Broer Marinus Flipse werd pianist.
Flipse kreeg zijn muziekopleiding in eerste instantie van zijn vader. Deze was organist in de gemeente Wissenkerke en leidde er de plaatselijke harmonie. Via deze weg leerde Flipse orgel en bijna alle blaasinstrumenten uit de harmonie bespelen. Ook kreeg hij lessen van  de van oorsprong Duitse Otto Lies die zich in Goes had gevestigd. Later ging hij in de leer bij componist Henri Zagwijn compositie en piano.
Van 1926 tot 1962 was Flipse dirigent van het Rotterdams Philharmonisch Orkest en maakte hiervan een professioneel ensemble. Hij wist het orkest na de Tweede Wereldoorlog weer op te bouwen en zette steevast een mix van populaire klassiekers en Rotterdamse premières van nieuwe muziek op het programma. Beroemd werd zijn uitvoering van de achtste symfonie van Gustav Mahler in de Ahoy'-hal in Rotterdam op 3 juli 1954, met medewerking van elf Rotterdamse koren en zijn eigen orkest versterkt met het Brabants Orkest. Hij richtte daarbij zelf nog een koor op dat verbonden was aan het orkest. Naast het internationale repertoire liet hij het orkest ook veelvuldig werken van Nederlandse componisten ten gehore brengen, van Alphons Diepenbrock tot Henk Badings en van Willem Pijper tot Wouter Paap.
Flipse werd in 1958 geëngageerd voor een concert van het twee jaar eerder opgerichte Antwerpse orkest De Philharmonie (nu: Antwerp Symphony Orchestra). Zonder officieel de titel te krijgen, werd Flipse de facto de eerste chef-dirigent van dit orkest. In Antwerpen wachtte hem zowat dezelfde pioniersarbeid als in zijn beginjaren in Rotterdam. 'Ik aard hier goed in België', zei hij. 'Er is leven in het publiek en dat betekent leven in het orkest.' Dankzij de uitstekende orkesttrainer die Flipse was, groeide De Philharmonie in de jaren zestig uit een professioneel symfonieorkest. Hij organiseerde audities, nodigde solisten en gastdirigenten uit en nam het orkest mee op tournees naar het buitenland. Net zoals in Rotterdam plaatste hij regelmatig eigentijdse muziek op het programma. Zijn laatste concert als vaste dirigent van De Philharmonie dirigeerde hij op 11 mei 1970.

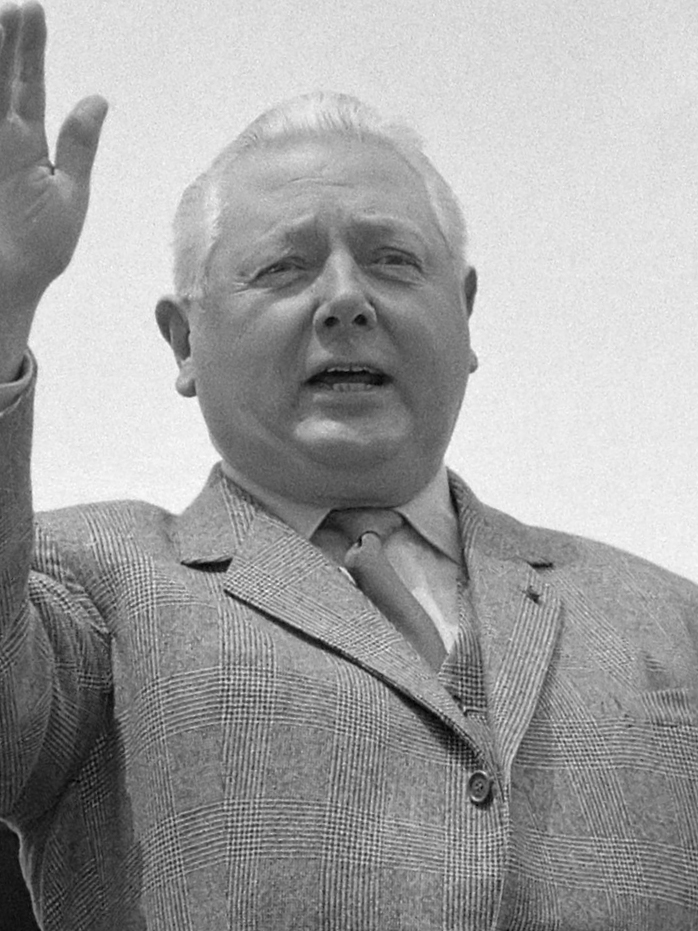
Eduard Flipse (1961)

Terwijl hij in Antwerpen een jong orkest opbouwde, bleef Flipse een graag geziene gastdirigent in Rotterdam, waar hij vooral de passies en de promenadeconcerten voor zijn rekening nam. In 1961 werd aan Eduard Flipse de Van Oldenbarneveltpenning toegekend, de hoogste gemeentelijke onderscheiding van de stad Rotterdam. Op 9 juli 1962 sloeg hij de eerste paal voor het huidige gebouw van concert- en congrescentrum De Doelen. In 1966 dirigeerde hij het Rotterdams Philharmonisch bij de opening van de nieuwe concertzaal De Doelen. Zijn allerlaatste Rotterdamse concert was op 11 februari 1969, ter viering van de vijftigste verjaardag van het orkest. Zijn naam leeft verder in de Eduard Flipse-zaal in De Doelen. Het archief van Flipse werd overgedragen aan het Gemeentearchief Rotterdam.

## Nagedachtenis
Een van de zalen van De Doelen is de Eduard Flipse Zaal. De ondersteuningsstichting van het orkest, het Eduard Flipse Fonds, werd naar hem genoemd. Ook het Eduard Flipse Internationaal Pianoconcours draagt zijn naam. Zijn honderdste geboortedag werd op 26 februari 1996 herdacht in De Doelen met een speciale uitvoering van het Rotterdams Philharmonisch Orkest. Tegelijkertijd verscheen zijn biografie.
In Hengelo (Overijssel) en Spijkenisse werden straten naar Flipse genoemd. In zijn geboorteplaats Wissenkerke kwam een Eduard Flipsepad. Aan dit pad werd op 13 juni 2009 een borstbeeld van hem onthuld.